# Гауденц фон Рехберг
Гауденц фон Рехберг (на немски: Gaudenz von Rechberg; † 23 април 1460 в Илерайхен) от благородническия швабски род Рехберг е господар в Илерайхен, Илербойрен-Келмюнц в Швабия и вюртембергски съветник.
Той е син, осмото дете, на Албрехт фон Рехберг († 1426) и съпругата му Маргарета фон Верденберг-Зарганс († сл. 1451), дъщеря на граф Еберхард II фон Верденберг-Зарганс-Трохтелфинген († 1416) и Анна фон Цимерн († 1445). Брат е на Хуго фон Рехберг († 1468), господар на Шарфенберг и Хоенрехберг.
Гауденц фон Рехберг строи дворец „Айххайм“ и църква в Илерайхен.

## Фамилия
Гауденц фон Рехберг се жени за Маргарета фон Фраунхофен († сл. 1463, погребана в Илерайхен), дъщеря на Хайнрих фон Фраунхофен и Елзбет фон Пухберг. Те имат 12 деца:
- Албрехт фон Рехберг-Илерайхен († 1510), господар на Илерайхен, рицар, женен за Мая Гюс фон Гюсенберг († сл. март 1521)
- Клара
- Анна, омъжена за Ахатиус фон Лайминген цу Амбранг
- Гауденц († 19 декември 1485), домхер, домкустос в Аугсбург 1449, домхер в Констанц и Айхщет, пропст във Фойхтванген (1465 – 1466)
- Георг I († пр. 9 януари 1506), господар на Илерайхен, Илербойрен и Келмюнц, императорски съветник, управител на Лауинген 1482, вюртембергски съветник и оберамтман на Блаубойрен 1497, женен пр. 13 декември 1475 г. за Барбара фон Ландау († 28 юни 1499, Илерайхен)
- Елизабет († сл. 1503), монахиня в Ангер в Мюнхен 1503
- Вилхелм († 11 ноември 1511, погребан в катедралата в Айхщет), домхер в Айхщет 1467, в Аугсбург (1485 – 1487), каноник в Елванген 1500
- Ханс „Богатия“ фон Рехберг († ок.1528), господар на Бабенхаузен и Бранденбург а.д. Илер, женен за Мария (Барбара) фон Раминген († ок.1528?)
- Файт „der Unsinnige“ († 15 април 1498)
- Гебхард
- Маргарета
- Конрад (* 1440; † 1 септември 1526), пфлегер (1469), абат на Айнзиделн (1480 – 1526)